# Campeonato Paceño de Fútbol 1950

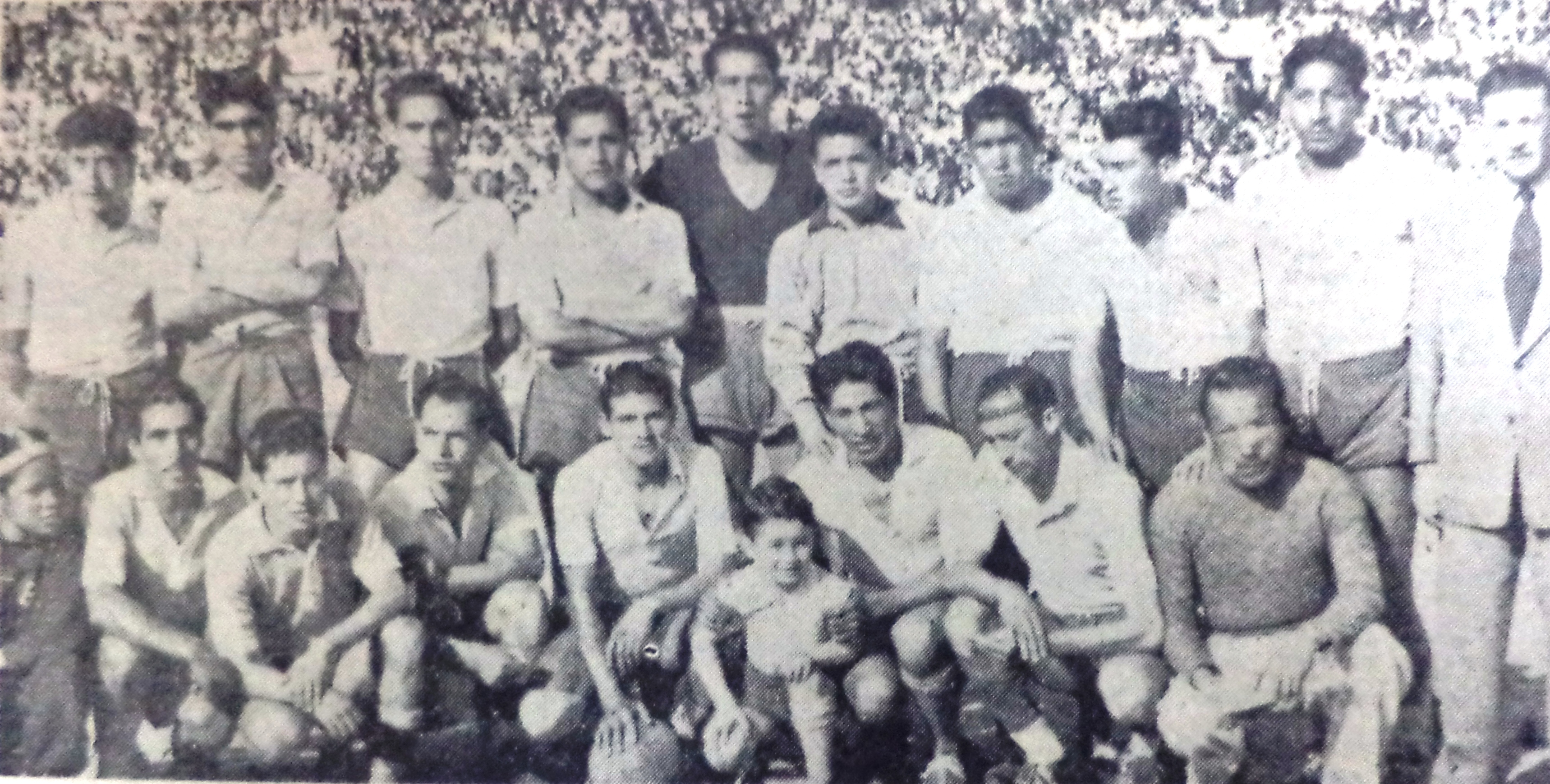
El equipo de Bolívar que resultó campeón del primer campeonato profesional de la La Paz Footbooll Association

El Campeonato Paceño de Fútbol 1950 fue la 1ª edición de los campeonatos profesionales del futbol paceño. Se realizó solo con equipos de La Paz y ante el éxito del campeonato fue que posteriormente se sumaron equipos de Oruro y Cochabamba a medida que iban adoptando la profesionalización.
El campeón del certamen fue Bolívar por lo que es considerado como el primer campeón de la era profesional del fútbol boliviano.

## Antecedentes
La La Paz Football Association concluyó en su temporada 1949 recién en abril de 1950 con los siguientes campeonatos: Primera División "de Honor", Primera de Ascenso, Segunda División "de Honor", Segunda de Ascenso, Tercera División y Reservas. Fue en mayo de aquel año, para iniciar la temporada 1950, que el comité ejecutivo a la cabeza del Dr. Alfredo Mollinedo decide que su Primera División haya tenido su último campeonato en la era amateur (que para ser sinceros hace mucho que ya no tenía tal índole, y sería más apropiado llamarla etapa no profesional) y propone la creación de su sección Profesional. El profesionalismo del fútbol paceño fue un paso muy criticado en su momento y que obligaba a cierta restructuración entre los ascensos y descensos entre las diferentes categorías, así como una ambigüedad en los requisitos para que los clubes puedan ser llamados profesionales. Sin embargo en una reunión extraordinaria convocada para el 25 de mayo, ante la asamblea general, con participación del CONAPORTES y de la sorpresa general de periodistas, aficionados y hasta la misma FBF, es que se expone la propuesta y se aprueba en grande la iniciativa, lo que da inicio el profesionalismo. Era un proceso que se venía madurando ya años atrás, y que solo fue empujado ante algunos acontecimientos surgidos en ese momento.

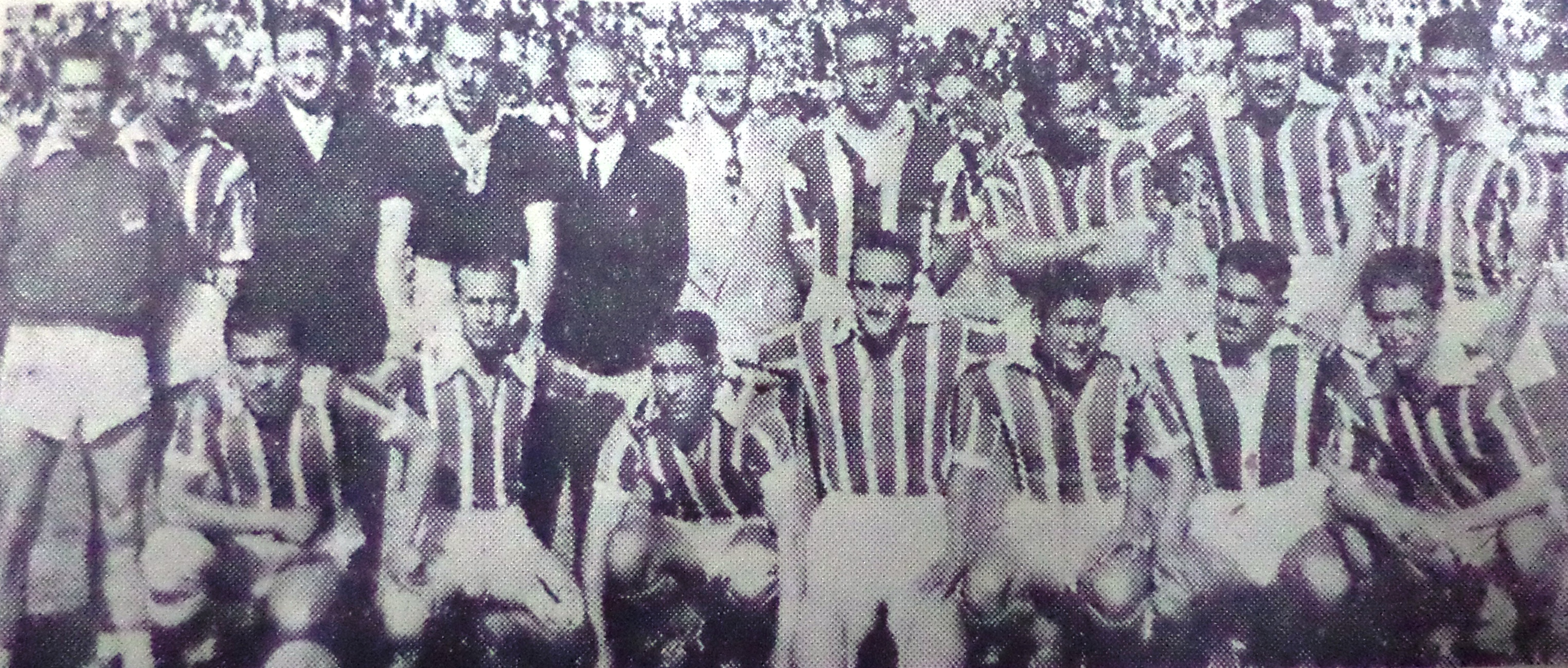
El equipo de Litoral, equipo que por entonces pertenecía a la empresa de Hilandería Lanficio, subcampeón del primer campeonato profesional de la LPFA.

## Formato

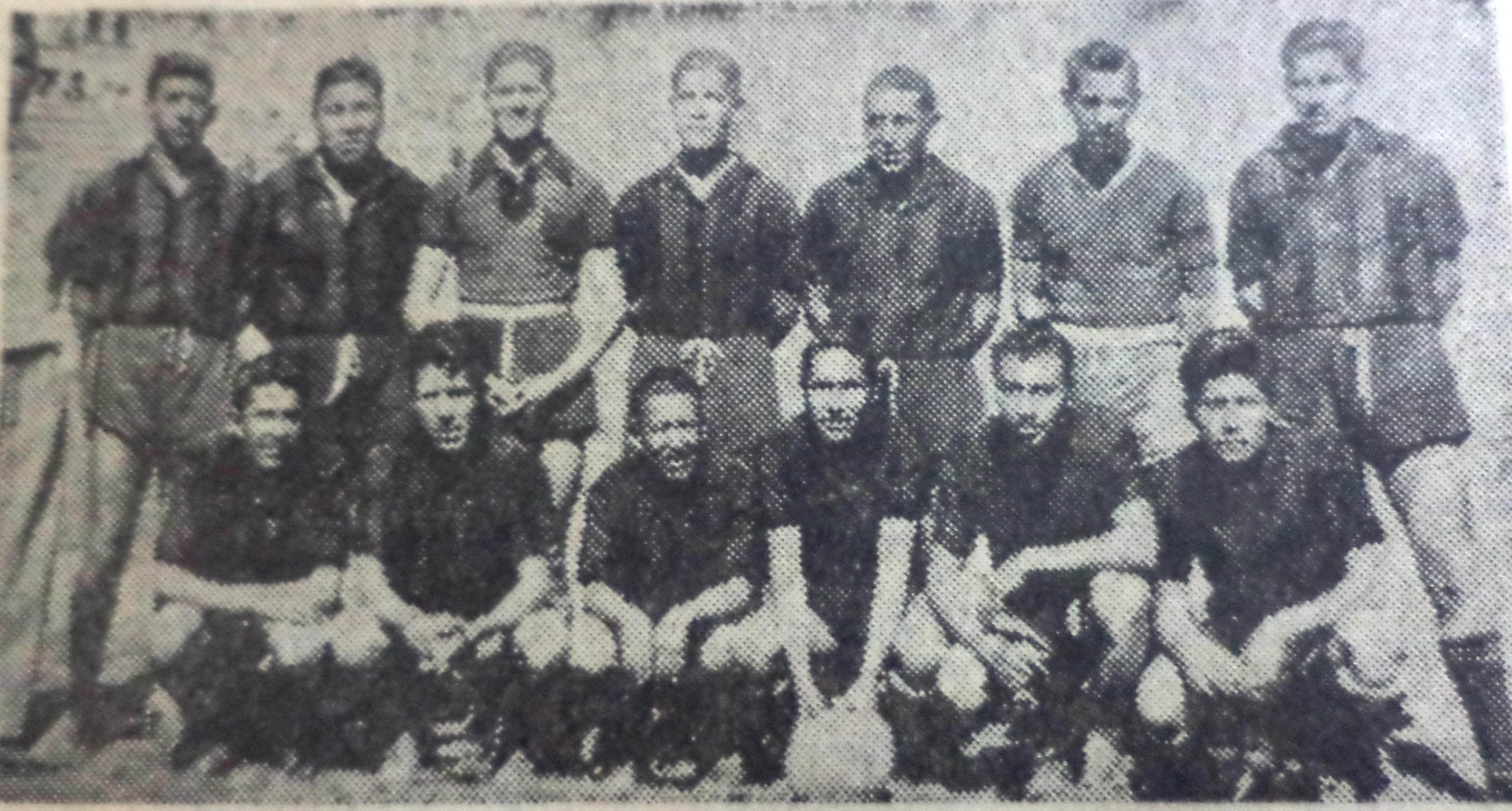
Unión Maestranza de Viacha, gran animador del primer campeonato profesional de la LPFA 1950

Los clubes de la Primera División de la La Paz Football Association que jugaron la temporada 1949 (a excepción de 1.º de Mayo que había descendido esa temporada) pasarían a la sección profesional e inaugurarían el primer campeonato profesional de la LPFA. Siendo solo ocho los integrantes, se suspenderían los ascensos y descensos durante esta temporada y la siguiente en función de organizar las divisiones inmediatas inferiores y dar tiempo a los clubes para su organización interna. Ya en junio ante la demanda del club Ingavi que había ganado el derecho de ascenso a la primera división de Honor y que reclamaba se le tomara en cuenta para ingresar a la sección profesional, fue que se prolongó por un mes el inicio del campeonato. Al final se aceptó al club Ingavi y se habilitó el descenso de categoría (pero no el ascenso a esta) durante este primer campeonato, por lo que este se desarrolló con 9 equipos, así que el 24 de junio se lanza la convocatoria al campeonato con el sistema de todos contra todos en dos fases, la primera fase de ida y la segunda fase de revanchas. El ganador del campeonato sería el club que más puntos acumulara durante los 16 partidos que jugase y sería proclamado campeón, siendo el segundo el subcampeón. Habría un descenso de categoría para el último de la tabla de clasificación y no habría ascenso a esta categoría por esta temporada. El sistema de puntuación otorgaba dos puntos al ganador del partido y un punto a ambos en caso de empate.
El 4 de julio se aprueba el fixture sin fechas fijas, pues como sucedía anteriormente y sucedió durante el campeonato, se suspendieron por varios días y en diferentes fechas la realización del mismo debido a las “Temporadas Internacionales" que se sucedían de manera intempestiva ante confirmación de los clubes internacionales. De todas maneras el campeonato debió iniciar el 9 de julio de 1950 con los encuentros Ferroviario vs Atlético La Paz y Bolívar vs Always Ready.
Y sucedió así, inició el campeonato en tal fecha y se realizó regularmente todos los domingos a excepción de los meses de agosto donde se desarrolló una Temporada Internacional con el club San Martín de Tucumán (Argentina), octubre y noviembre por la visita del Lanús de Argentina,  y en 1951, casi todo febrero, por la presencia del Millonarios de Colombia. Lo que prolongó el campeonato hasta el 29 de abril de 1951. Y dado que hubo necesidad de un partido definitorio recién terminó oficialmente el 13 de mayo de 1951.

## Equipos y estadio
Participaron los siguientes equipos: Always Ready, Bolívar, Ferroviario, Club Ingavi, Litoral, Northern F.C., Atlético La Paz, The Strongest y Unión Maestranza de Viacha. Recuerdese también que todos los partidos se jugaron en el Estadio La Paz. Todos los equipos eran de la ciudad de La Paz a excepción de Unión Maestranza que pertenecía (y todavía pertenece) a la localidad de Viacha, en el departamento de La Paz.

## Resultados

### Primera Fase
| Ferroviario | 1 - 1 | Atlético La Paz | Estadio La Paz | 9 de julio de 1950 | 14:00 |
| Bolívar     | 2 - 1 | Always Ready    | Estadio La Paz | 9 de julio de 1950 | 15:50 |

| Litoral  | 2 - 2 | The Strongest | Estadio La Paz | 15 de julio de 1950 | 14:00 |
| Northern | 2 - 6 | U. Maestranza | Estadio La Paz | 15 de julio de 1950 | 15:50 |

| Always Ready | 1 - 1 | Ingavi        | Estadio La Paz | 23 de julio de 1950 | 14:00 |
| Ferroviario  | 2 - 1 | The Strongest | Estadio La Paz | 23 de julio de 1950 | 15:50 |

| Bolívar       | 4 - 1 | Northern | Estadio Hernando Sliles | 30 de julio de 1950 | 14:00 |
| U. Maestranza | 3 - 2 | Litoral  | Estadio Hernando Sliles | 30 de julio de 1950 | 15:50 |

| The Strongest | 0 - 2 | Atlético La Paz | Estadio La Paz | 5 de agosto de 1950 | 14:00 |
| Northern      | 6 - 5 | Ingavi          | Estadio La Paz | 5 de agosto de 1950 | 15:50 |

| Ferroviario | 1 - 1 | U. Maestranza | Estadio La Paz | 13 de agosto de 1950 | 14:00 |
| Bolívar     | 1 - 3 | Litoral       | Estadio La Paz | 13 de agosto de 1950 | 15:50 |

| Atlético La Paz | 1 - 0 | U. Maestranza | Estadio La Paz | 17 de agosto de 1950 | 14:00 |
| Always Ready    | 3 - 5 | Northern      | Estadio La Paz | 20 de agosto de 1950 | 14:00 |

| Ingavi  | 4 - 9 | Litoral     | Estadio La Paz | 27 de agosto de 1950 | 14:00 |
| Bolívar | 0 - 6 | Ferroviario | Estadio La Paz | 27 de agosto de 1950 | 15:50 |

| The Strongest | 2 - 1 | U. Maestranza | Estadio La Paz | 3 de septiembre de 1950 | 14:00 |
| Litoral       | 4 - 2 | Always Ready  | Estadio La Paz | 3 de septiembre de 1950 | 15:50 |

| Ferroviario | 4- 2  | Ingavi          | Estadio La Paz | 10 de septiembre de 1950 | 14:00 |
| Bolívar     | 0 - 0 | Atlético La Paz | Estadio La Paz | 10 de septiembre de 1950 | 15:50 |

| Litoral | 2 - 2 | Northern      | Estadio La Paz | 18 de septiembre de 1950 | 14:00 |
| Bolívar | 4 - 0 | The Strongest | Estadio La Paz | 18 de septiembre de 1950 | 15:50 |

| Ferroviario | 2 - 3 | Always Ready    | Estadio La Paz | 24 de septiembre de 1950 | 14:00 |
| Ingavi      | 3 - 2 | Atlético La Paz | Estadio La Paz | 24 de septiembre de 1950 | 15:50 |

| Ferroviario | 1 - 2 | Northern      | Estadio La Paz | 2 de octubre de 1950 | 14:00 |
| Bolívar     | 2 - 2 | U. Maestranza | Estadio La Paz | 2 de octubre de 1950 | 15:50 |

| Ingavi       | 1 - 2 | The Strongest   | Estadio La Paz | 8 de octubre de 1950 | 14:00 |
| Always Ready | 0 - 0 | Atlético La Paz | Estadio La Paz | 8 de octubre de 1950 | 15:50 |

| Atlético La Paz | 1 - 1 | Northern      | Estadio La Paz | 12 de octubre de 1950 | 14:00 |
| Always Ready    | 1 - 2 | The Strongest | Estadio La Paz | 12 de octubre de 1950 | 15:50 |

| Ingavi      | 0 - 4 | U. Maestranza | Estadio La Paz | 15 de octubre de 1950 | 14:00 |
| Ferroviario | 1 - 1 | Litoral       | Estadio La Paz | 15 de octubre de 1950 | 15:50 |

| Ingavi          | 2 - 5 | Bolívar | Estadio La Paz | 22 de octubre de 1950 | 14:00 |
| Atlético La Paz | 2 - 2 | Litoral | Estadio La Paz | 22 de octubre de 1950 | 15:50 |

| The Strongest | 2 - 1 | Northern      | Estadio La Paz | 1 de noviembre de 1950 | 14:00 |
| Always Ready  | 4 - 7 | U. Maestranza | Estadio La Paz | 5 de noviembre de 1950 | 14:00 |

### Segunda Fase
| Bolívar | 2 - 2 | Northern | Estadio La Paz | 12 de noviembre de 1950 | 14:00 |

| Always Ready    | 0 - 2 | Ingavi      | Estadio La Paz | 19 de noviembre de 1950 | 14:00 |
| Atlético La Paz | 7 - 2 | Ferroviario | Estadio La Paz | 19 de noviembre de 1950 | 15:50 |

| The Strongest | 6 - 6 | U. Maestranza | Estadio La Paz | 26 de noviembre de 1950 | 14:00 |
| Always Ready  | 4 - 1 | Northern      | Estadio La Paz | 26 de noviembre de 1950 | 15:50 |

| Ferroviario     | 4 - 1 | Ingavi  | Estadio La Paz | 3 de diciembre de 1950 | 14:00 |
| Atlético La Paz | 3 - 2 | Litoral | Estadio La Paz | 3 de diciembre de 1950 | 15:50 |

| Atlético La Paz | 1 - 1 | The Strongest | Estadio La Paz | 10 de diciembre de 1950 | 14:00 |
| Always Ready    | 1 - 1 | Bolívar       | Estadio La Paz | 10 de diciembre de 1950 | 15:50 |

| Ferroviario | 1 - 0 | Northern | Estadio La Paz | 17 de diciembre de 1950 | 14:00 |
| Ingavi      | 1 - 0 | Litoral  | Estadio La Paz | 17 de diciembre de 1950 | 15:50 |

| Atlético La Paz | 1 - 1 | U. Maestranza | Estadio La Paz | 24 de diciembre de 1950 | 14:00 |
| Bolívar         | 1 - 2 | Ferroviario   | Estadio La Paz | 24 de diciembre de 1950 | 15:50 |

| Ingavi  | 3 - 3 | The Strongest | Estadio La Paz | 31 de diciembre de 1950 | 14:00 |
| Litoral | 3 - 1 | Northern      | Estadio La Paz | 31 de diciembre de 1950 | 15:50 |

| Always Ready | 2 - 1 | Ferroviario  | Estadio La Paz | 7 de enero de 1951 | 14:00 |
| Ingavi       | 3 - 4 | U. Maetranza | Estadio La Paz | 7 de enero de 1951 | 15:50 |

| Northern | 2 - 2 | The Strongest | Estadio La Paz | 14 de enero de 1951 | 14:00 |
| Litoral  | 3 - 3 | Bolívar       | Estadio La Paz | 14 de enero de 1951 | 15:50 |

| Ingavi       | 4 - 0 | Atlético La Paz | Estadio La Paz | 21 de enero de 1951 | 14:00 |
| Always Ready | 1 - 6 | Litoral         | Estadio La Paz | 21 de enero de 1951 | 15:50 |

| Northern      | 0 - 2 | U. Maestranza | Estadio La Paz | 28 de enero de 1951 | 14:00 |
| The Strongest | 4 - 6 | Bolívar       | Estadio La Paz | 28 de enero de 1951 | 15:50 |

| Atlético La Paz | 2 - 2 | Northern | Estadio La Paz | 11 de marzo de 1951 | 14:00 |
| Ferroviario     | 2 - 3 | Litoral  | Estadio La Paz | 11 de marzo de 1951 | 15:50 |

| The Strongest | 3 - 2 | Always Ready  | Estadio La Paz | 17 de marzo de 1951 | 14:00 |
| Bolívar       | 2 - 1 | U. Maestranza | Estadio La Paz | 17 de marzo de 1951 | 15:50 |

| Northern    | 1 - 3 | Ingavi        | Estadio La Paz | 25 de marzo de 1951 | 14:00 |
| Ferroviario | 2 - 3 | The Strongest | Estadio La Paz | 25 de marzo de 1951 | 15:50 |

| Bolívar       | 3 - 2 | Atlético La Paz | Estadio La Paz | 1 de abril de 1951 | 14:00 |
| U. Maestranza | 1 - 2 | Always Ready    | Estadio La Paz | 1 de abril de 1951 | 15:50 |

| The Strongest | 3 - 4 | Litoral | Estadio La Paz | 15 de abril de 1951 | 14:00 |
| Bolívar       | 4 - 3 | Ingavi  | Estadio La Paz | 15 de abril de 1951 | 15:50 |

| Always Ready | 2 - 2 | Atlético La Paz | Estadio La Paz | 22 de abril de 1951 | 14:00 |
| Ferroviario  | 1 - 2 | U. Maestranza   | Estadio La Paz | 22 de abril de 1951 | 15:50 |

| U. Maestranza | 1 - 4 | Litoral | Estadio La Paz | 29 de abril de 1951 | 15:00 |

## Tabla de Posiciones Final[3]
| Pos | Equipo           | Pts | PJ | G | E | P | GF | GC | Dif |
| --- | ---------------- | --- | -- | - | - | - | -- | -- | --- |
| 1º  | Litoral          | 21  | 16 | 8 | 5 | 3 | 48 | 31 | 17  |
| 2º  | Bolívar          | 21  | 16 | 8 | 5 | 3 | 40 | 32 | 8   |
| 3º  | Unión Maestranza | 19  | 16 | 8 | 3 | 5 | 41 | 26 | 15  |
| 4º  | Atlético La Paz  | 17  | 16 | 4 | 9 | 3 | 27 | 24 | 3   |
| 5º  | The Strongest    | 15  | 16 | 6 | 3 | 7 | 32 | 30 | 2   |
| 6º  | Ferroviario      | 15  | 16 | 5 | 5 | 6 | 29 | 40 | -11 |
| 7º  | Always Ready     | 13  | 16 | 4 | 5 | 7 | 29 | 36 | -7  |
| 8º  | Ingavi           | 12  | 16 | 5 | 2 | 9 | 33 | 46 | -13 |
| 9º  | Northern F.C.    | 11  | 16 | 3 | 5 | 8 | 24 | 38 | -14 |

|  |                                               |
|  | Definen el título en un partido de desempate. |
|  | Descenso.                                     |

## Partido Definitorio
| 13 de mayo de 1951, 15:30 (UTC-4) | Bolívar                          | 3:0 (2:0) | Litoral | Estadio La Paz, La Paz    |                           |
|                                   | Brown 11' · Mena 24' · Brown 60' |           |         | Árbitro(s): Mario Vecchio | Árbitro(s): Mario Vecchio |

.

## Campeón
Bolívar tras ganar el partido definitorio se consagró campeón del Primer Campeonato Profesional de la La Paz Football Association, obteniendo su 1° título en la era Profesional.
|                                                          |
| Campeonato Profesional de la LPFA 1950 Bolívar 1º Título |